# 普羅維登西亞 (智利)
33°26′S 70°36′W / 33.433°S 70.600°W

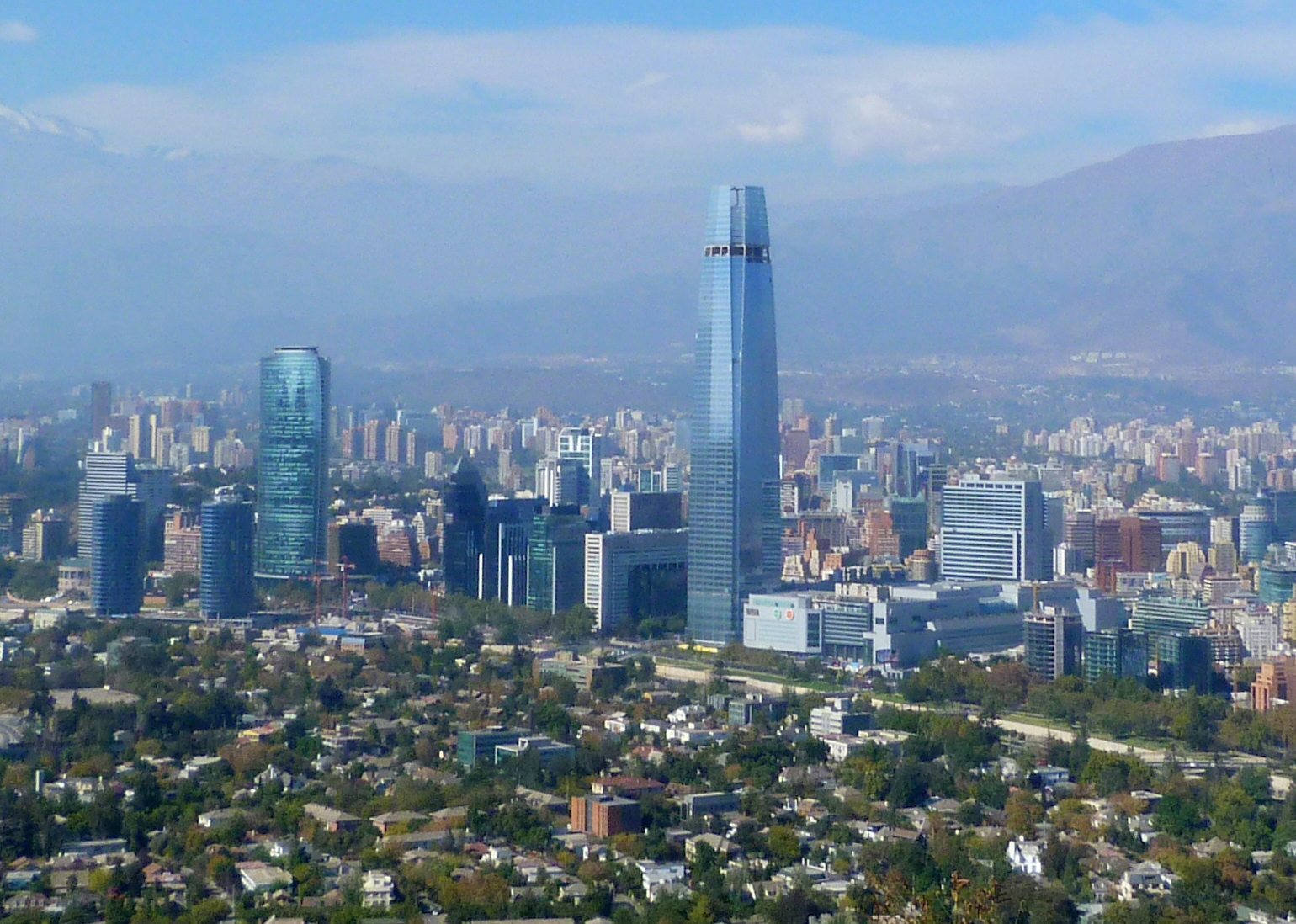

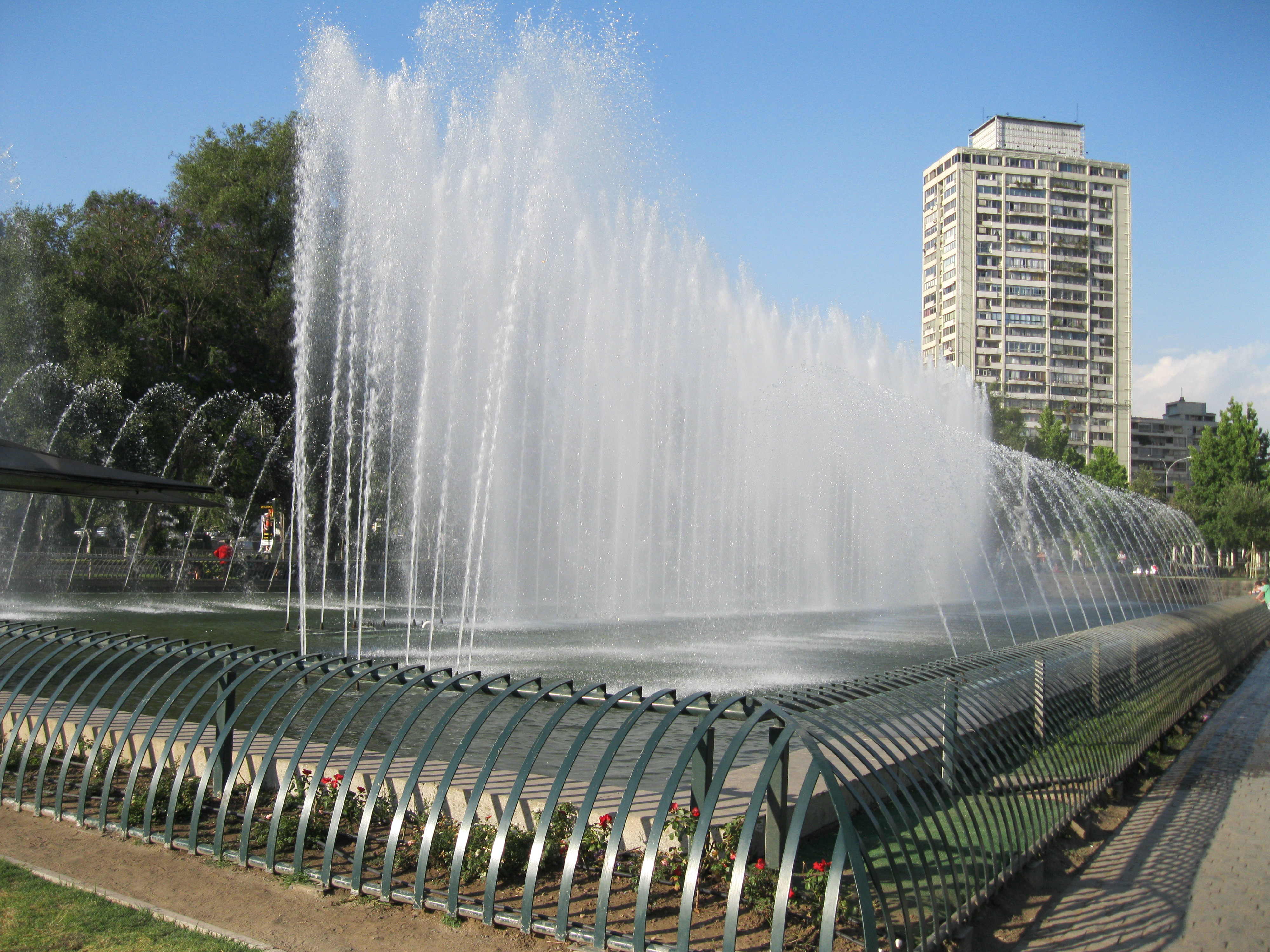

普羅維登西亞（西班牙語：Providencia），是智利的城鎮，位於該國中部聖地亞哥首都大區的聖地亞哥省，始建於1897年2月25日，面積14.4平方公里，海拔高度604米，2002年人口120,874人，人口密度每平方公里8,400人。